# Krasne (Masovia)
Krasne è un comune rurale polacco del distretto di Przasnysz, nel voivodato della Masovia.
Ricopre una superficie di 100,94 km² e nel 2004 contava 3 899 abitanti.